# FX-Patrone

FX-Patronen

Die FX-Patrone ist ein Übungsmunitionstyp mit Farbprojektilen und wird von der kanadischen Firma Simunition hergestellt.
Diese Markierungsmunition (auch Simunition genannt) kann (je nach Kaliber) nur mit speziellen oder angepassten Waffen gezielt verschossen werden. Dieser Patronentyp ist für Waffen mit den Kalibern 9 × 19 mm, .38 Special, .357 Magnum und 5,56 × 45 mm NATO erhältlich. Die Hülsen dieser Munition sind zweiteilig: Der hintere Teil besteht aus Messing, der vordere, als Stempel ausgeführte Teil, aus Aluminium oder Kunststoff. Dieser wird beim Abschuss etwas nach vorne geschoben, was nötig ist, um die Waffe mit Masseverschluss zu repetieren. Der Rückstoßimpuls des lediglich 3,5–10 Grain (0,23–0,65 g) schweren Geschosses ist dafür zu schwach. Beim Aufprall des unterkalibrigen Geschosses wird es zerdrückt, worauf die Farbe an den Sollbruchstellen austritt und das Ziel sternförmig benetzt. Hauptsächlich wird diese Munition von Behörden und Sicherheitsdiensten für Gefechtsübungen verwendet. Dabei müssen die Teilnehmer Schutzkleidung tragen. Den Durchmesser von 9 mm der 9-mm-Luger-Patronen haben nur die Hülsen, die Geschosse weisen einen Durchmesser von 7,6 mm auf. Die FX-Patronen gibt es in verschiedenen Farben.
FX-Patronen mit schwarz gefärbten Projektilen (CQT) können tödlich wirken. Das Projektil besteht aus Hartplastik und enthält im Gegensatz zur FX-Munition keine Farbe oder Seife. Es ist zwar auch Übungsmunition, allerdings nur für Zieldarstellungen, und kann zu lebensgefährlichen Verletzungen führen. Im Gegensatz zum Bild im Artikel ist der Plastikstempel der CQT blau bei den älteren und gelb bei den neuen Patronen.